# Martin Graiciar
Martin Graiciar (Karlovy Vary, 11 de abril de 1999) es un futbolista checo que juega de delantero centro en el Mladá Boleslav de la Fortuna Liga.

## Carrera deportiva
Graiciar comenzó su carrera deportiva en la ACF Fiorentina de la Serie A.
En la temporada 2017-18 fue cedido al Slovan Liberec, en la temporada 2019-20 al A. C. Sparta Praga, y en la temporada 2020-21 fue cedido al Mladá Boleslav.

## Carrera internacional
Graiciar fue internacional sub-16, sub-17, sub-18 y sub-19 con la selección de fútbol de la República Checa, y en la actualidad es internacional sub-21.

## Clubes
| Club                    | País            | Año       |
| ----------------------- | --------------- | --------- |
| ACF Fiorentina          | Italia          | 2017-Act  |
| Slovan Liberec (cedido) | República Checa | 2017-2018 |
| Sparta Praga (cedido)   | República Checa | 2019-2020 |
| Mladá Boleslav (cedido) | República Checa | 2020-Act. |